# Piskokéfalo
Piskokéfalo (en griego, Πισκοκέφαλο) es un pueblo de Grecia ubicado en la isla de Creta. Pertenece a la unidad periférica de Lasithi, y al municipio y a la unidad municipal de Sitía. En el año 2011 contaba con una población de 642 habitantes.

## Yacimientos arqueológicos próximos

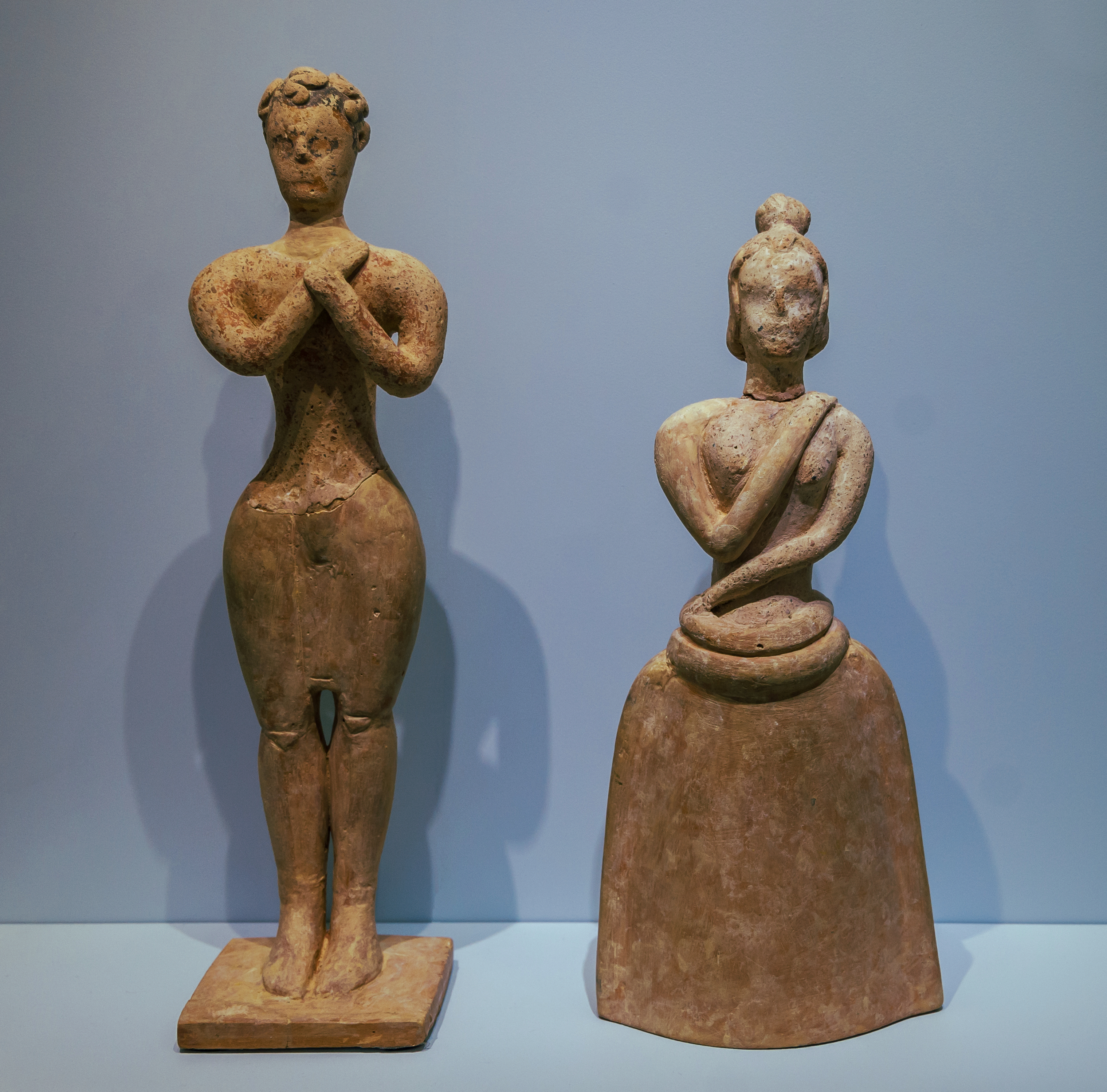
Figurillas halladas en Piskokéfalo, fechadas en torno a 1650-1500 a. C., expuestas en el Museo Arqueológico de Heraclión.

Cerca de este pueblo, en la colina Katrinia, hay un yacimiento arqueológico donde se ubicaba un santuario minoico que estuvo en uso entre los periodos minoico medio II y minoico tardío I (1700-1500 a. C.) En este yacimiento se han encontrado numerosos objetos, como figurillas de arcilla, tanto masculinas como femeninas y de animales, vasijas, utensilios de cocina, cuentas, lámparas y escarabeos. En las figurillas femeninas sobresalen los peinados, extraordinariamente complejos y algunas representan mujeres embarazadas. En las masculinas, la parte inferior del tronco y las piernas aparecen moldeadas de manera muy voluminosa.
Por otra parte, en la carretera entre Sitía y Piskokéfalo, en el lugar de Klimatariá, se encuentran los restos de una villa minoica. 